# SAFeR
SAFeR (Strategische und Ablaufunterstützende Einsatzinformation für Feuerwehr und Rettungsdienst) war ein mit Mitteln des Bundesministerium für Bildung und Forschung gefördertes Projekt, bei dem ein gleichnamiges System entwickelt wurde, wie unter Nutzung moderner Kommunikationsinfrastruktur für Feuerwehr und Rettungsdienst strategisch wichtige Informationen direkt an der Einsatzstelle zur Verfügung gestellt werden kann.
Das System ermöglicht den Einsatzkräften an der Einsatzstelle mittels Laptop, Tablet-PC oder Smartphone von einem im Internet stehenden Server alle Arten von Einsatzinformationen abrufen zu können. Zu diesen abrufbaren Informationen gehören beispielsweise Gefahrstoffinformationen, technische Leitfäden für PKW, Informationen über exotische Tiere, Objektinformationen oder Einsatzempfehlungen. Die Übertragung kann über WLAN, GPRS und UMTS erfolgen.
Die Vorteile des Systems liegen in der schnellen Verfügbarkeit der Information und daraus folgend in der Steigerung des Wirkungsgrades bei Notfällen. Die Speicherung auf digitalen Medien verringert die Anzahl mitzuführender papierhafter Einsatzpläne und erleichtert dem Einsatzleiter die Arbeit durch höhere Übersichtlichkeit.
Das Projekt wurde von der Universität Paderborn in Partnerschaft mit der Feuerwehr Dortmund und dem Institut der Feuerwehr NRW durchgeführt und vom Deutschen Zentrum für Luft- und Raumfahrt begleitet. Das unvollständig abgeschlossene System wird interessierten Feuerwehren kostenlos zur Verfügung gestellt.